# شونسوکه کازاما
شونسوکه کازاما (انگلیسی: Shunsuke Kazama; ۱۷ ژوئن ۱۹۸۳ – ) هنرپیشه، و صداپیشه اهل ژاپن بود.
از فیلم‌ها یا برنامه‌های تلویزیونی که وی در آن نقش داشته‌است می‌توان به بر فراز تپه شقایق اشاره کرد.